# Гросдитманс
Гросдитманс (нем. Großdietmanns) — ярмарочная коммуна (нем. Marktgemeinde) в Австрии, в федеральной земле Нижняя Австрия.
Входит в состав округа Гмюнд. Население составляет 2183 человека (на 31 декабря 2005 года). Занимает площадь 39,92 км². Официальный код — 30909.

## Политическая ситуация
Бургомистр коммуны — Йохан Вайссенбёк по результатам выборов 2005 года.
Совет представителей коммуны (нем. Gemeinderat) состоит из 21 места.
- АНП занимает 12 мест.
- СДПА занимает 9 мест.